# Voices in My Head (Ashley Tisdale)
Voices in My Head è un singolo della cantante statunitense Ashley Tisdale, pubblicato come singolo di lancio per il suo terzo album in studio Symptoms su etichetta discografica Big Noise Records.

## Tracce
Download digitale
1. Voices in My Head – 3:19